# Liubîmivka, Solone
Liubîmivka (în ucraineană Любимівка) este un sat în comuna Bașmacika din raionul Solone, regiunea Dnipropetrovsk, Ucraina.

## Demografie
Componența lingvistică a localității Liubîmivka
     Ucraineană (93,72%)
     Rusă (5,44%)
Conform recensământului din 2001, majoritatea populației localității Liubîmivka era vorbitoare de ucraineană (93,72%), existând în minoritate și vorbitori de rusă (5,44%).